# Carità romana (Bartolomeo Manfredi Firenze)
La Carità romana è un dipinto olio su tela (130×97 cm) di Bartolomeo Manfredi databile al 1620 e conservato presso le Gallerie degli Uffizi di Firenze.

## Storia e descrizione
Tra le fonti storiche le occasioni nelle quali viene segnalato un dipinto di questo soggetto assegnato al Manfredi sono tre. La prima risale al 1635, dove una Carità romana è registrata presso le collezioni del duca Savoia a Torino, la quale tuttavia non coincide nelle dimensioni alla versione attualmente agli Uffizi. Una seconda citazione di una simil opera risale sempre al 1635 ma, questa volta, risulta custodita presso le collezioni del duca di Buckingham. Si trattava verosimilmente della medesima tela già in collezione Savoia: da una corrispondenza del 1625 risulta infatti che era intenzione della famiglia sabauda fare dono di alcuni quadri in loro possesso alla famiglia inglese, tra cui appunto era anche una Carità romana. Una terza citazione su un'opera con questo soggetto risale invece al 1692, presso la collezione di Abraham Peronneau ad Amsterdam.
Il dipinto oggi agli Uffizi tuttavia non dispone di informazioni puntuali che permettano di comprendere quale sia la sua reale committenza e provenienza. Di certo si sa che precedentemente all'ingresso nel museo fiorentino, era in una raccolta privata milanese, per acquisizione sul mercato d'antiquario inglese. L'opera fu poi donata al museo a seguito dell'attentato terroristico del 1993 che colpì l'edificio, a mo' di "risarcimento" per i danni che l'evento causò alle tele dei Giocatori e del Concerto dello stesso Manfredi.
Il tema della Carità romana entrò in voga nel corso del Seicento grazie al successo che rivestì le Sette Opere di Misericordia che Caravaggio compì a Napoli per il Pio Monte della Misericordia intorno al 1606, nella cui articolata composizione narrativa riprese proprio la scena di Cimone e Pero per raccontare la misericordia di dar da mangiare agli affamati. Non è pertanto da escludere un soggiorno a Napoli del Manfredi, dove poté ammirare la tela del Merisi e rielaborarla nella propria versione con anche qualche similitudine, ad esempio nella postura di Pero, girata sul un lato.
Lo schema piramidale e la figura di Cimone rimandano invece a una stesura più classica del dipinto, che richiama l'opera di Guido Reni e del Domenichino.

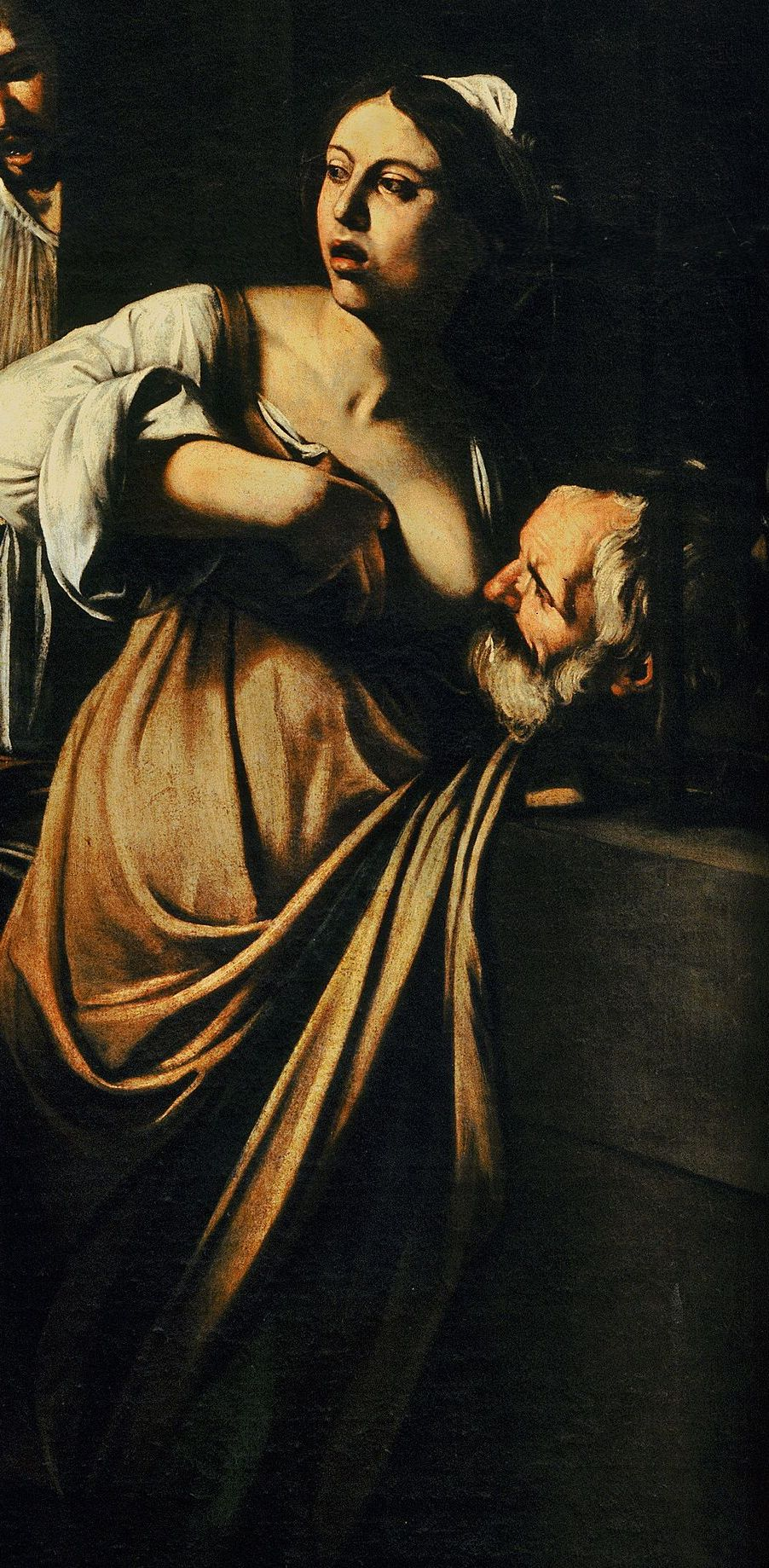
Caravaggio, Pio Monte della Misericordia (Napoli)
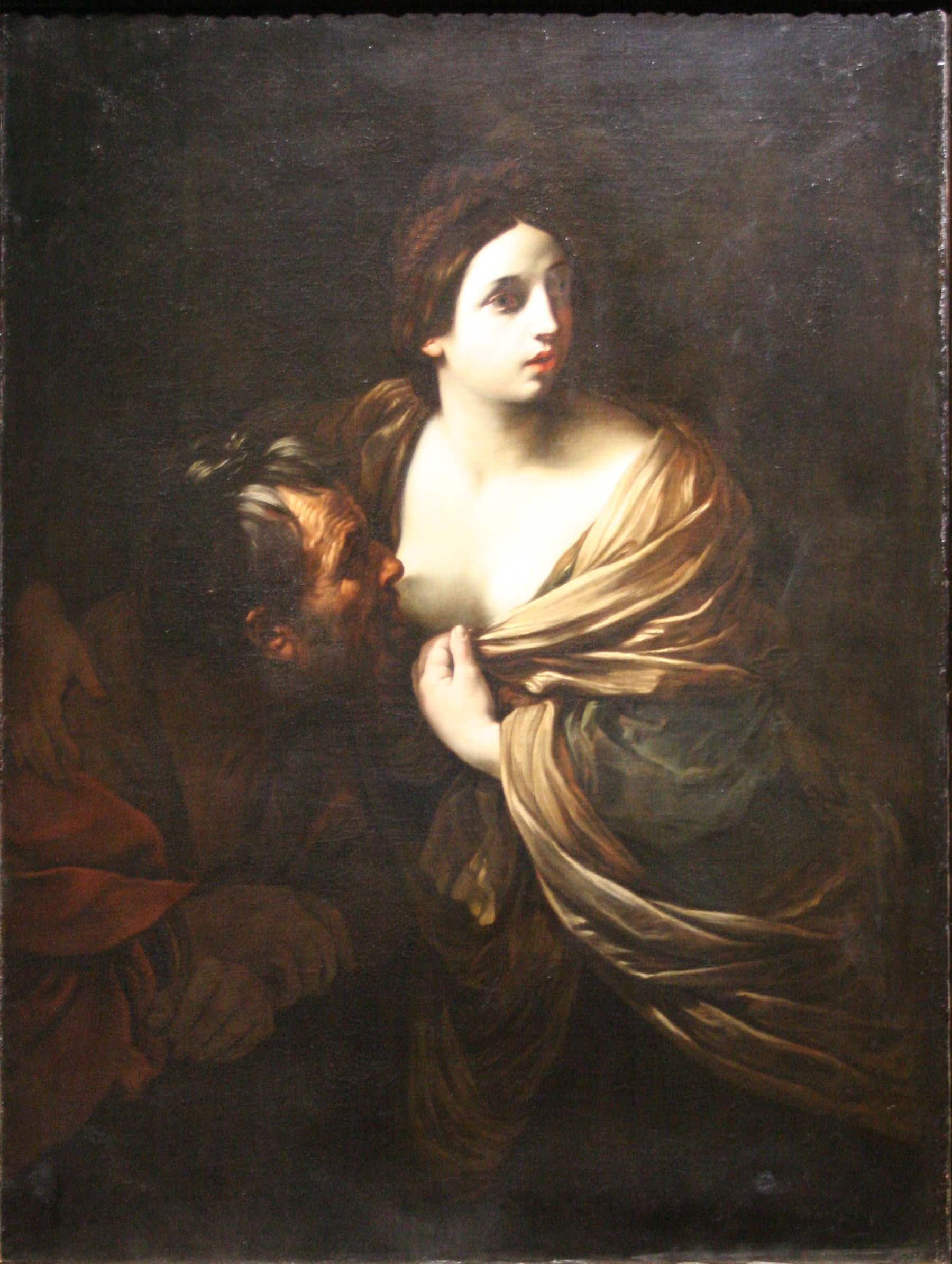
Guido Reni, Museo di Belle Arti (Marsiglia)